# Лобулярия приморская
Лобулярия приморская, или Лобулярия морская, или Газо́нница примо́рская (лат. Lobularia maritima) — вид цветковых растений семейства Капустные (Brassicaceae). Ранее виды рода Лобулярия относили к роду Алиссум, поэтому встречается также название Алиссум морской.

## Описание
Однолетнее или многолетнее травянистое растение до 30 см, часто разветвлённое у основания. Листья 2-4 см, линейно-ланцетные, рассеянные. Цветки около 5 миллиметров в диаметре, душистые, с четырьмя белыми округлыми лепестками, имеют четыре чашелистика. Шесть тычинок имеют жёлтые пыльники. Цветы опыляются насекомыми. Плоды — многочисленные удлинённые мохнатые стручки, длиной примерно 2,5 мм, обратнояйцевидные, каждый содержит два семени. Семена узкокрыльные.

## Распространение
Родина растения — Средиземноморье и Макаронезия. Вид широко натурализован в других местах в умеренных областях. Часто встречается на песчаных пляжах и дюнах, но также может расти на обработанных полях, стенах, откосах и пустырях, преимущественно на известковой почве, на высоте до 1200 (редко до 2000) метров над уровнем моря.

## Применение

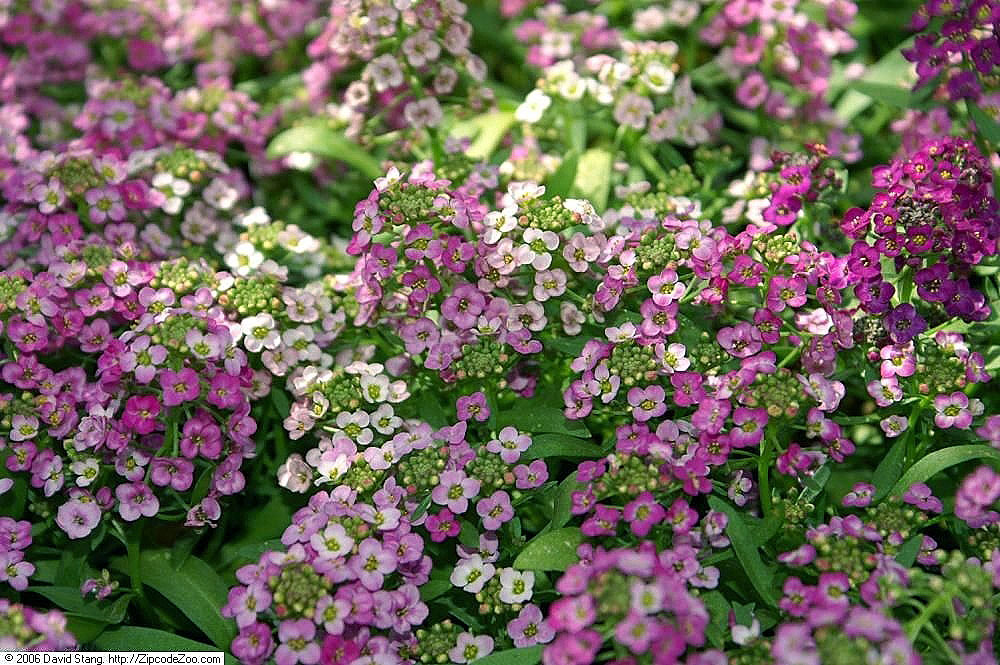
Сорт 'Easter Bonnet'

Растение широко используется в качестве декоративного, имеет множество культиваров, в том числе с розовыми, пурпурными, фиолетовыми и сиреневыми цветками. Отличается сильным медовым запахом, привлекает насекомых. Цветёт круглый год в Средиземноморье, в Центральной Европе — с июня по декабрь. Неприхотлива, к почве нетребовательна, но лучше цветёт на солнечных местах. Используется в основном в качестве бордюрного растения.